# Pearl S. Buck
Pearl Comfort Sydenstricker Buck (Hillsboro, Virginia Occidental; 26 de junio de 1892-Danby, Vermont; 6 de marzo de 1973), o Pearl S. Buck, conocida por su nombre chino Sai Zhenzhu (賽珍珠), fue una escritora y novelista estadounidense. Como hija de misioneros en China, y luego como misionera, Buck pasó la mayor parte de su vida antes de 1934 en Zhenjiang. La familia pasaba los veranos en una villa en la ciudad de Kuling, Mountain Lu, Jiujiang y durante esta peregrinación anual la joven decidió convertirse en escritora. La buena tierra fue la novela más vendida en los Estados Unidos entre 1931 y 1932, y ganó el Premio Pulitzer de Ficción en 1932. En 1938, Buck ganó el Premio Nobel de Literatura por toda su obra dedicada a China, sus costumbres y sus gentes. Fue la primera de Estados Unidos en ganar el Premio Nobel de Literatura. Pasó la mitad de su vida en China, donde la llevaron sus padres misioneros con tres meses de edad y donde vivió durante cuatro décadas. Es conocida por el apellido de su primer marido, Buck. 
De 1914 a 1932, Buck se desempeñó como misionera presbiteriana, pero sus puntos de vista luego se volvieron controvertidos durante la controversia fundamentalista-modernista, lo que la llevó a su renuncia. Después de regresar a los Estados Unidos en 1935, continuó escribiendo de manera prolífica, se convirtió en una destacada defensora de los derechos de las mujeres y de los grupos minoritarios, y escribió mucho sobre las culturas china y asiática. Se reconocieron sus esfuerzos en favor de los asiáticos y de la adopción de etnias mixtas.

## Primeros años
Del original nombre Comfort, Pearl Sydenstricker nació en Hillsboro, West Virginia, hija de Caroline Maude (Stulting) (1857-1921) y de Absalom Sydenstricker. Sus padres fueron misioneros presbiterianos del sur, viajaron a China poco después de casarse el 8 de julio de 1880, pero regresaron a los Estados Unidos para el nacimiento de Pearl. Cuando ella tenía cinco meses, su familia llegó a China, primero a Huai'an y luego en 1896 se trasladó a Zhenjiang (entonces Jingjiang o, en el sistema de romanización postal chino, Tsingkiang), cerca de la ciudad principal de Nankín.
De sus hermanos que sobrevivieron hasta la edad adulta, Edgar Sydenstricker tuvo una carrera distinguida en el Servicio de Salud Pública de los Estados Unidos y más tarde en el Milbank Memorial Fund, y Grace Sydenstricker Yaukey (1899-1994) escribió libros para adultos jóvenes y libros sobre Asia con el seudónimo de Cornelia Spencer. 
Pearl recordó en sus memorias que vivió en "varios mundos", uno un "mundo presbiteriano pequeño, blanco y limpio de mis padres", y el otro el "mundo chino grande, amoroso, alegre, no demasiado limpio", y no había comunicación entre ellos. El levantamiento de los bóxers (1899-1901) afectó mucho a la familia, ya que sus amigos chinos los abandonaron y los visitantes occidentales disminuyeron. Su padre, convencido de que ningún chino podía desearle daño, se quedó atrás mientras el resto de la familia se dirigía a Shanghái en busca de seguridad. Unos años más tarde, Pearl se inscribió en la escuela de Miss Jewell y allí estaba consternada por las actitudes racistas de los otros estudiantes, (pocos de los cuales podían hablar chino), y se crio en un entorno bilingüe: con su madre aprendió el inglés, aprendió el dialecto local con sus compañeros de juegos chinos, y estudió el chino clásico con un erudito chino llamado Mr. Kung. También leyó con voracidad, a pesar de la desaprobación de su padre, las novelas de Charles Dickens, que luego dijo que leyó una vez al año durante el resto de su vida.
En 1911, salió de China para asistir al Randolph-Macon Woman's College en Lynchburg, Virginia, graduándose Phi Beta Kappa en 1914, y fue miembro de Kappa Delta Sorority.

## Carrera en China
Aunque Buck no tenía la intención de regresar a China, y mucho menos convertirse en misionera, pronto se postuló a la Junta Presbiteriana cuando su padre escribió que su madre estaba muy enferma. En 1914, regresó a China. Se casó con un misionero economista agrícola, John Lossing Buck, el 30 de mayo de 1917, y se mudaron a Suzhou, provincia de Anhui, pequeña ciudad en el río Huai (que no debe confundirse con la más conocida Suzhou, en la provincia de Jiangsu). Esta es la región que describe en sus libros The Good Earth and Sons.
De 1920 a 1933, los Buck establecieron su hogar en Nankín, en el campus de la Universidad de Nankín, donde ambos trabajaban como docentes. Enseñó literatura inglesa en esta universidad privada administrada por la iglesia, y también en el Ginling College y en la National Central University. En 1920, los Buck tuvieron una hija, Carol, que padecía fenilcetonuria. En 1921, la madre de Buck murió de una enfermedad tropical (esprúe), y poco después su padre se mudó allí. En 1924, dejaron China para el año sabático de John Buck y regresaron a los Estados Unidos por un corto tiempo, durante el cual Pearl Buck estudió una maestría de la Universidad de Cornell. En 1925, los Buck adoptaron a Janice (más tarde apellidada Walsh). Ese otoño regresaron a China.
Las tragedias y dislocaciones que sufrió Buck en la década de 1920 alcanzaron su punto culminante en marzo de 1927, durante el "Incidente de Nanking". En una batalla confusa que involucra a elementos de Chiang Kai-shek las tropas nacionalistas, las fuerzas comunistas y varios señores de la guerra y occidentales fueron asesinados. Como su padre Absalom insistió, como lo había hecho en 1900 frente a los Boxers, la familia decidió quedarse en Nankín hasta que la batalla llegara a la ciudad. Cuando estalló la violencia, una familia china pobre los invitó a esconderse en su cabaña mientras la casa de la familia era saqueada. La familia pasó un día aterrorizada y escondida, tras lo cual fueron rescatados por cañoneras estadounidenses. Viajaron a Shanghái y luego navegaron a Japón, donde permanecieron durante un año, después de lo cual regresaron a Nankín. Buck dijo más tarde que este año en Japón le demostró que no todos los japoneses eran militaristas. Cuando regresó de Japón a fines de 1927, Buck se dedicó de lleno a la vocación de escribir. Relaciones amistosas con destacados escritores chinos de la época, como Xu Zhimo y Lin Yutang, la animaron a pensar en convertirse en escritora profesional. Quería cumplir las ambiciones que le negaban a su madre, pero también necesitaba dinero para mantenerse si abandonaba su matrimonio, que se había vuelto cada vez más solitario, y como la junta de misiones no podía proporcionarlo, también necesitaba dinero para la atención especializada de Carol. Buck viajó una vez más a los Estados Unidos en 1929 para buscar cuidados a largo plazo para Carol, y mientras estaba allí, Richard J. Walsh, editor de las editoriales John Day en Nueva York, aceptó su novela Viento del Este, Viento del Oeste. Ella y Walsh comenzaron una relación que terminaría en matrimonio y en muchos años de trabajo en equipo profesional.
De regreso a Nankín, se retiró todas las mañanas al ático de su casa universitaria, y en el transcurso de un año completó el manuscrito de La buena tierra. Participó en la campaña de ayuda benéfica para las víctimas de las inundaciones de China de 1931, escribiendo una serie de historias breves que describen la difícil situación de los refugiados, que se transmitieron por la radio en los Estados Unidos y luego se publicaron en su volumen recopilado La primera esposa y otras historias.
Cuando John Lossing Buck llevó a la familia a Ithaca al año siguiente, Pearl aceptó una invitación para dirigirse a un almuerzo de mujeres presbiterianas en el Hotel Astor de la ciudad de Nueva York. Su charla se tituló "¿Existe un caso para el misionero extranjero?" y su respuesta fue un "no" apenas calificado. Ella le dijo a su audiencia estadounidense que daba la bienvenida a los chinos para compartir su fe cristiana, pero argumentó que China no necesitaba una iglesia institucional dominada por misioneros que a menudo ignoraban a China y eran arrogantes en sus intentos de controlarla. Cuando la charla se publicó en Harper's Magazine, la reacción de escándalo llevó a Buck a renunciar a su puesto en la Junta Presbiteriana. En 1934, Buck abandonó China, creyendo que regresaría, mientras que John Lossing Buck permaneció.
Desde que pisó tierra estadounidense, fue activista por los derechos civiles y de la mujer. Siguió publicando ensayos: en Crisis (el diario de NAACP) y en Opportunity (la revista de la Liga Urbana), y durante veinte años trabajó en la Universidad Howard. En 1942, ella y su marido fundaron la Asociación East and West, dedicada al intercambio cultural y el entendimiento entre Asia y Occidente. En 1949 fundó la Welcome House, la primera agencia de adopción que aceptaba niños asiáticos y mestizos. En 1964 estableció la Fundación Pearl S. Buck, que ofrecía atención a niños asiático-estadounidenses que no eran candidatos para adopción, y que benefició a cientos de niños en países de Asia.
Viuda desde 1960, murió en marzo de 1973, a los 81 años. Su tumba está en Green Hills Farm.

## Producción literaria
Escribió más de ochenta y cinco libros, muchos de los cuales son novelas que ofrecen un retrato amable de China y su gente. De su estancia en el empobrecido pueblo de Nanhsuchou, Pearl sacó la semilla que la llevaría a escribir The Good Earth y otras historias de China. Su producción literaria abarca géneros tan dispares como el relato, el teatro, el guion cinematográfico, la poesía, la literatura infantil, la biografía y hasta un libro de cocina. Su estilo sencillo y directo y su preocupación por los valores fundamentales de la vida humana tienen su origen en el estudio de la novela china. Ofreció una visión sentimental y amable hacía los más humildes, que tanto estaban sufriendo en unos momentos de cruentas guerras civiles unidas a la intervención occidental. Este hecho ha llevado a valorar en su obras un valor humanitario que trascendía lo literario.
En 1920 comenzó a publicar sus historias y ensayos en revistas como Nation, The Chinese Recorder, Asia y Atlantic Monthly. Su primera novela, Viento del este, viento del oeste, se publicó en la editorial John Day, en 1930. El ejecutivo de esta compañía, Richard Walsh, se convirtió en el segundo esposo de Pearl en 1935, después de que ella y John Lossing Buck se divorciaron. En 1931, la compañía publicó La buena tierra, que se convirtió en el libro más vendido en 1931. En 1932 ganó el Premio Pulitzer de Ficción y la Howells Medal de la Academia Americana de Artes, en 1935, y además se adaptó a una película de la MGM en 1937. En 1938, menos de diez años después de su primer libro, Pearl ganó el Premio Nobel de Literatura; fue la primera norteamericana sobre la que recayó dicho galardón. Entre sus obras posteriores están La estirpe del dragón (1942), Los Kennedy (1970) y China tal y como yo la veo (1970). Publicó más de setenta libros de novelas, colecciones de historias, biografías, autobiografías, poesía, drama, literatura infantil y traducciones del chino.

## Obras
- Viento del Este, Viento del Oeste (East Wind, West Wind, 1929).
- La buena tierra (The Good Earth, 1931), Trilogía de la familia Wang, vol. 1, con la que obtendría el premio Pulitzer de Ficción.
- The Young Revolutionist (La joven revolucionaria, 1931. Publicada también con el título Un revolucionario en China, 1950).
- Hijos (Sons, 1932) Trilogía de la familia Wang, vol. 2
- The First Wife (La primera esposa, 1933)
- La madre (The Mother, 1934)
- Un hogar dividido (A House Divided, 1935) Trilogía de la familia Wang, vol. 3
- El ángel luchador (Fighting Angel, 1936)
- This Proud Heart (Este orgulloso corazón, 1938)
- The Patriot (El patriota, 1939)
- Otros dioses (Other Gods, 1940)
- La estirpe del dragón (Dragon Seed, 1942)
- La promesa (The Promise, 1943)
- El dragón mágico (The dragon fish, 1944)
- Retrato de un matrimonio (Portrait of a Marriage, 1945)
- Pavilion of Women (Pabellón de mujeres, 1946)
- Peonía (Peony, 1948)
- Kinfolk (Los parientes, 1949)
- The Child Who Never Grew (El niño que nunca creció, 1950)
- Un día feliz (One bright day, 1950)
- Hombres de Dios (Men of God, 1951)
- La flor escondida (The Hidden Flower, 1952)
- Brillante desfile (Bright Procession, 1952)
- Come, My Beloved (Ven amada mía, 1953)
- My Several Worlds: A Personal Record (Mis diversos mundos, 1954)
- La Gran Dama (Imperial Woman, 1956)
- Carta de Pekín (Letter from Peking, 1957)
- A Bridge for Passing (Puente de paso, 1962)
- Bambú (El cañaveral viviente) (The Living Reed, 1963)
- Con cierto aire delicado (Fourteen Stories, 1963)
- Death in the Castle (Muerte en el castillo, 1964)
- The New Year (El año nuevo, 1968)
- Las tres hijas de madame Liang (The three daughters of madame Liang, 1969)
- China como la he visto (1971), libro de memorias
- El último gran amor (The Goddess Abides, 1972)
- Yu Lan, el niño aviador de China (1945)

Escribió además un folleto, ¿Tienen defensa las misiones extranjeras?, por el que fue expulsada de la Junta Presbiteriana de Misiones.

## Adaptaciones cinematográficas
En 1937, se adaptó La buena tierra al cine. La película consiguió dos premios de la Academia de las Artes y las Ciencias Cinematográficas de Los Ángeles, California. Los galardones obtenidos fueron los de mejor actriz y mejor fotografía. La adaptación de Dragon Seed (La estirpe del dragón), protagonizada por Katharine Hepburn en 1944, no tuvo demasiado éxito.
En el 2001, el director Yim Ho adaptó la novela Pabellón de mujeres, en la que el actor Willem Dafoe fue protagonista al lado de Yan Luo.

## Influencia

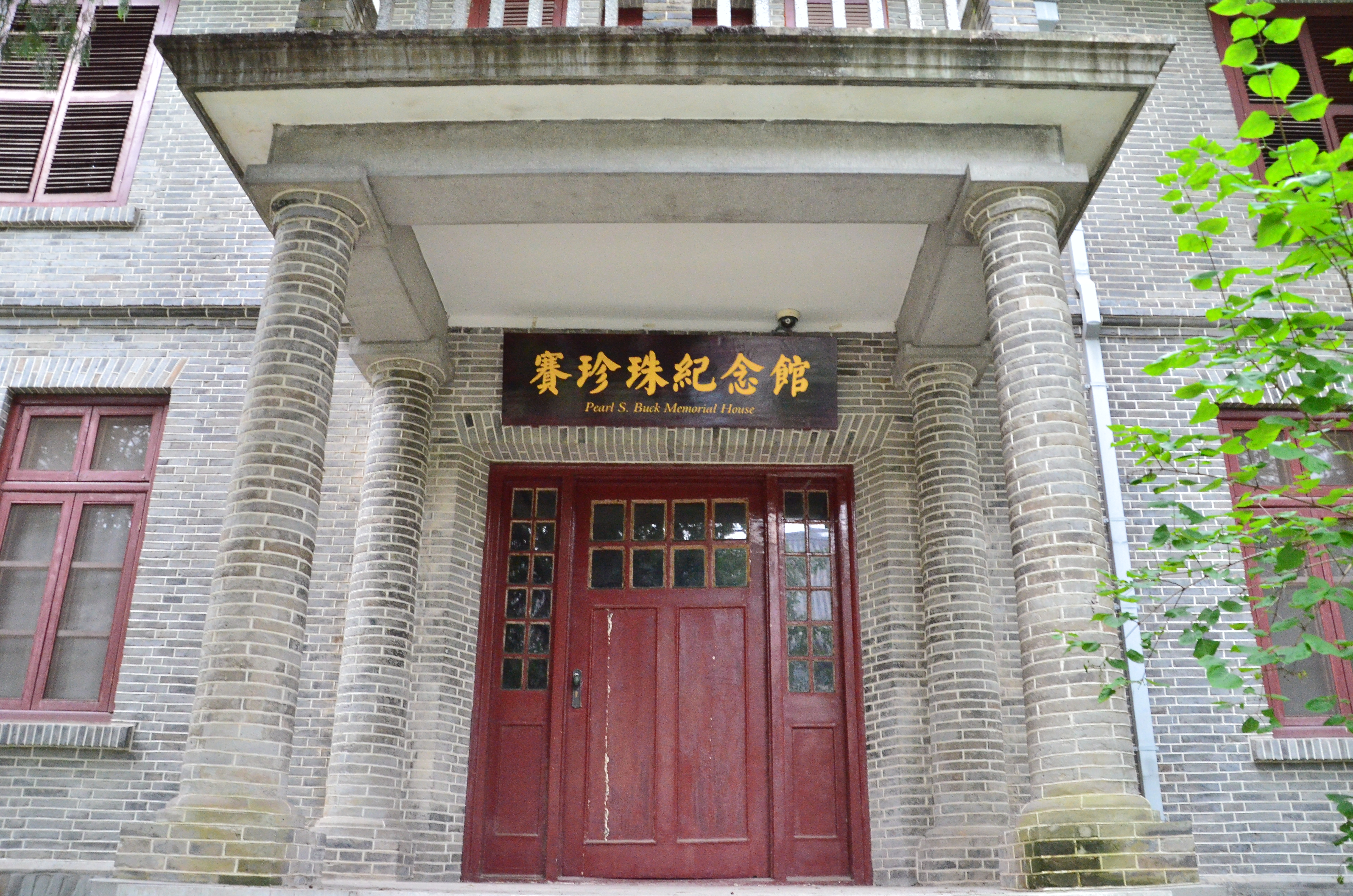
La antigua residencia de Pearl S. Buck en la Universidad de Nankín

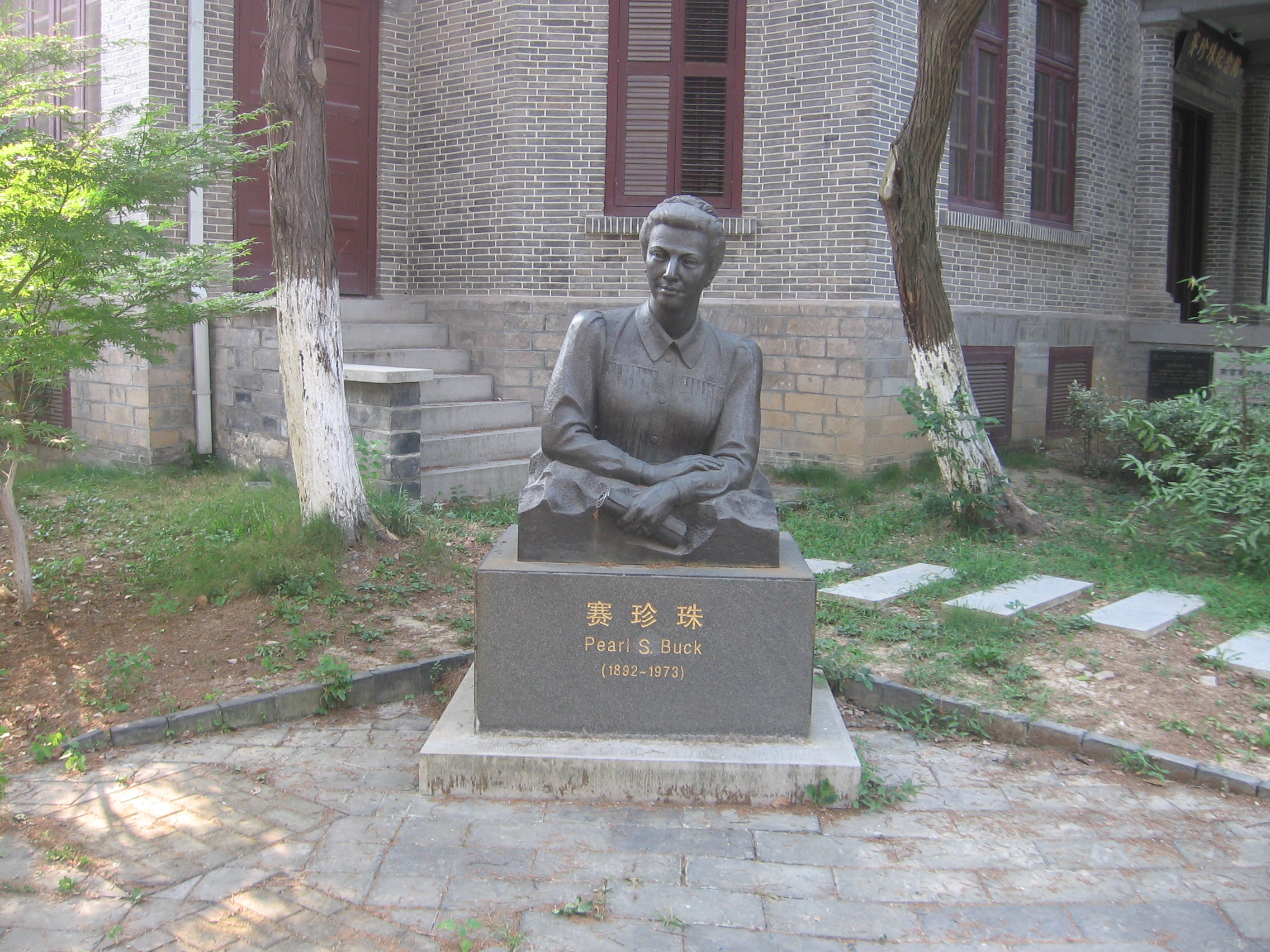
Una estatua de Pearl S. Buck frente a la antigua residencia en la Universidad de Nankín

Muchos críticos contemporáneos elogiaron su "hermosa prosa", aunque su "estilo es propenso a degenerar en la repetición excesiva y la confusión". Robert Benchley escribió una parodia de La buena tierra que enfatizaba estas cualidades. Peter Conn, en su biografía de Buck, sostiene que, a pesar de los elogios, la contribución de Buck a la literatura ha sido olvidada o ignorada por los guardianes de la cultura estadounidense. Kang Liao sostiene que Buck desempeñó un "papel pionero en la desmitificación de China y del pueblo chino en la mente estadounidense". La novelista Phyllis Bentley, en una reseña de la obra de Buck publicada en 1935, se mostró impresionada: "Pero podemos decir, al menos, que por el interés de su material elegido, el alto nivel sostenido de su habilidad técnica y la frecuente universalidad de sus concepciones, la señora Buck tiene derecho a ocupar el rango de artista considerable. Leer sus novelas es adquirir no sólo conocimientos sobre China, sino sabiduría sobre la vida". Estas obras despertaron una considerable simpatía popular por China y ayudaron a fomentar una visión más crítica de Japón y su agresión.
La escritora chino-estadounidense Anchee Min dijo que "rompió a llorar" tras leer por primera vez como adulta La buena tierra, que le habían prohibido leer cuando crecía en China durante la Revolución Cultural. Min dijo que Buck retrató a los campesinos chinos "con tanto amor, afecto y humanidad" y que inspiró la novela de Min Perla de China (2010), una biografía ficticia sobre Buck.
En 1973, Buck fue incluida en el Salón Nacional de la Fama de la Mujer de EE. UU. Buck fue homenajeada en 1983 con un sello de correos de la serie Great Americans de 5 centavos emitido por el United States Postal Service En 1999 fue designada como homenajeada en el mes de la historia de las mujeres (Women's History Month)  por parte del National Women's History Project (Proyecto Nacional de Historia de las Mujeres).
La antigua residencia de Buck en la Universidad de Nankín es ahora la Casa Conmemorativa Sai Zhenzhu a lo largo del muro oeste del campus norte de la universidad.
Los papeles y manuscritos literarios de Buck se encuentran en el Pearl S. Buck International y en el West Virginia & Regional History Center.